# Clinomastax ninae
Clinomastax ninae är en insektsart som först beskrevs av Leo L. Mishchenko 1937.  Clinomastax ninae ingår i släktet Clinomastax och familjen Eumastacidae. Inga underarter finns listade i Catalogue of Life.